# Życie jako śmiertelna choroba przenoszona drogą płciową
Życie jako śmiertelna choroba przenoszona drogą płciową – polski film psychologiczny z 2000 roku w reżyserii Krzysztofa Zanussiego, na podstawie własnego scenariusza. Film został pozytywnie przyjęty przez krytyków, zdobył wiele nagród, w tym Grand Prix Festiwalu Polskich Filmów Fabularnych, Polską Nagrodę Filmową za najlepszy film roku, a także główną nagrodę Międzynarodowego Festiwalu Filmowego w Moskwie. Kontynuacją wątków wspomnianych w filmie jest utwór Suplement z 2001 roku.

## Fabuła
Akcja filmu rozpoczyna się w średniowiecznej Francji. Jadący na ośle przez miasteczko święty Bernard z Clairvaux widzi przygotowania do powieszenia koniokrada. Prosi o wstrzymanie egzekucji, aby mógł najpierw przygotować skazańca na śmierć. Jest to scena z kręconego filmu, na planie którego znajduje się nieuleczalnie chory na raka, ok. sześćdziesięcioletni lekarz Tomasz Berg. Jest rozwodnikiem, a jego była żona Anna wiedzie dostatnie życie u boku młodszego kochanka Karola. Tomasz prosi ją o sfinansowanie podróży do Paryża, gdzie ma nadzieję, po konsultacji medycznej, otrzyma szansę na leczenie. Podróż okazuje się bezcelowa – stan choroby jest zbyt zaawansowany.
Rozgoryczony i cyniczny chce zniszczyć związek młodego studenta medycyny Filipa z charakteryzatorką filmową Hanką. Udostępnia im swoje mieszkanie wierząc, że przyczyniając się do ich zbliżenia fizycznego, doprowadzi do zakończenia znajomości.
W czasie realizacji filmu poznaje zakonnika Marka z zakonu cystersów. Odwiedza go w klasztorze mając nadzieję na otrzymanie jakiegoś znaku, który pomoże mu pogodzić się z myślą, że nie ma dla niego nadziei i czeka go nieuchronna śmierć.
W ostatniej scenie filmu, wśród studentów biorących udział w zajęciach anatomii w prosektorium, profesor wybiera Filipa i podaje mu skalpel. Dla młodego człowieka, to przełomowa chwila, w której musi podjąć decyzję, czy chce kontynuować obraną ścieżkę. Filip podchodzi do leżących na stole zwłok Tomasza dokonując wyboru – będzie lekarzem.

## Obsada
Źródło: Filmpolski.pl
- Zbigniew Zapasiewicz – Tomasz Berg
- Aleksander Fabisiak – profesor
- Tadeusz Bradecki – zakonnik Marek
- Monika Krzywkowska – garderobiana Hanka
- Paweł Okraska – Filip, chłopak Hanki, student medycyny
- Krystyna Janda – Anna, była żona Tomasza
- Szymon Bobrowski – Karol, obecny mąż Anny
- Małgorzata Pritulak – pielęgniarka
- Jerzy Radziwiłowicz – sołtys
- Krzysztof Kuliński – lekarz
- Jerzy Nasierowski – asystent profesora

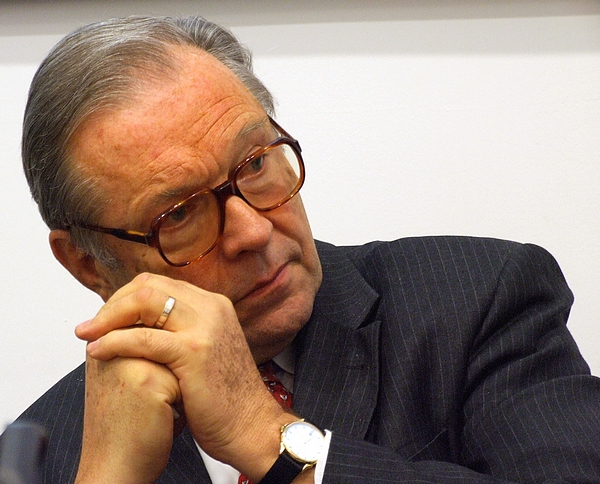
Krzysztof Zanussi, reżyser filmu (2008)
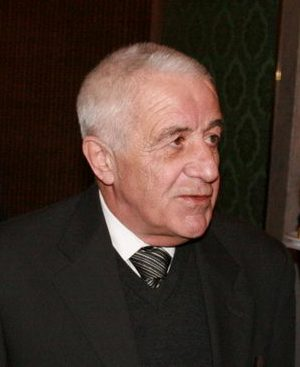
Zbigniew Zapasiewicz, odtwórca głównej roli Tomasza Berga
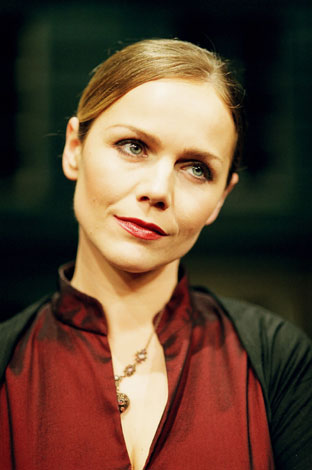
Monika Krzywkowska, grająca garderobianą Hankę
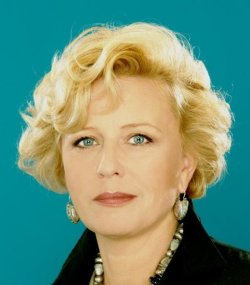
Krystyna Janda, grająca byłą żonę Tomasza

## Produkcja
Życie jako śmiertelna choroba przenoszona drogą płciową powstało w Studiu Filmowym „Tor”. Reżyserem filmu był Krzysztof Zanussi, natomiast producentką – Iwona Ziułkowska. Zanussi zaczerpnął tytuł filmu z tekstu, który zobaczył namalowany sprayem na murze: „Życie to śmiertelna choroba przenoszona drogą płciową”. Zdjęcia do filmu, kręcone przez Edwarda Kłosińskiego, powstawały od 4 października 1999 roku do 20 stycznia 2000 roku w Warszawie, Krakowie, Paryżu, Czernej i Dębnikach. Muzykę skomponował Wojciech Kilar, a za montaż odpowiadał Marek Denys. Uroczysta premiera filmu odbyła się 8 września 2000 roku w katowickim Kinie Światowid.

## Odbiór
Krytyk filmowy Derek Elley, w recenzji dla magazynu „Variety” napisał: „po ponad dekadzie w międzynarodowym półmroku, polski reżyser Krzysztof Zanussi triumfalnie wraca z prawdopodobnie najwspanialszym filmem swojej kariery, poruszającym i niezwykle dojrzałym rozważaniem na temat braku wiary na granicy między życiem a śmiercią”. Richard James Havis w „The Hollywood Reporter” uznał film Zanussiego za „bystry i intelektualnie stymulujący”. Luc Chaput w recenzji dla magazynu „Séquences” stwierdził, że Zapasiewicz jako Tomasz Berg stworzył „jedną ze swoich najlepszych ról w karierze”. Marcin Wiśniewski w recenzji dla „Senses of Cinema” napisał, że film Zanussiego „to niezwykle angażujące kino intelektualne, które próbuje dostarczyć rozważań na temat kondycji ludzkiej”. Andrzej Kołodyński uznał dzieło Zanussiego za pierwszy film reżysera, „który wywołuje tak wiele sprzeciwu, że zmusza do ponownego obejrzenia i podjęcia na nowo sporu z reżyserem”.
Tymczasem Lech Kurpiewski, ówczesny redaktor naczelny magazynu „Film”, napisał: „Wszystko jest tu jak w szkolnej czytance. Są obrazki, odpowiednie cytaty, symetryczne analogie i słuszne wnioski. I wszystko jest takie dosłowne, nawet znaki z „tamtego świata” (Dalekiego Wschodu?)”. Według Jonathana Rosenbauma: „Fani niekomediowych filmów Woody’ego Allena mogą być zainteresowani tym ponurym duchowym studium lekarza (...). Z pewnością nie jest to zły film, ale nie dorównuje Śmierci Iwana Iljicza Lwa Tołstoja”. Tadeusz Sobolewski w recenzji dla „Gazety Wyborczej” docenił subtelność w podejściu do prawd ostatecznych, lecz skrytykował zakończenie filmu: „Milczące wskazanie ku niebu zawarte w Iluminacji miało większą siłę oddziaływania niż kropka nad i postawiona w ostatniej scenie Życia jako śmiertelnej choroby..., kiedy zmarły bohater uśmiecha się do nas z zaświatów: nie ma się czego obawiać, dusza jest nieśmiertelna! Co należało dowieść”.

## Nagrody i nominacje
| Rok  | Festiwal/instytucja                                                | Nagroda                                                      | Nominowani                         | Wynik     |
| ---- | ------------------------------------------------------------------ | ------------------------------------------------------------ | ---------------------------------- | --------- |
| 2000 | 25. Festiwal Polskich Filmów Fabularch w Gdyni                     | Wielka Nagroda „Złote Lwy Gdańskie” dla najlepszego filmu    | Krzysztof Zanussi                  | Wygrana   |
| 2000 | 25. Festiwal Polskich Filmów Fabularch w Gdyni                     | Nagroda za główną rolę męską                                 | Zbigniew Zapasiewicz               | Wygrana   |
| 2000 | 25. Festiwal Polskich Filmów Fabularch w Gdyni                     | Nagroda Dziennikarzy                                         | Krzysztof Zanussi                  | Wygrana   |
| 2000 | Międzynarodowy Festiwal Filmowy w Moskwie                          | Nagroda Główna (statuetka św. Jerzego)                       | Krzysztof Zanussi                  | Wygrana   |
| 2001 | Polska Akademia Filmowa                                            | Orzeł za najlepszy film                                      | Krzysztof Zanussi                  | Wygrana   |
| 2001 | Polska Akademia Filmowa                                            | Orzeł za najlepszą reżyserię                                 | Krzysztof Zanussi                  | Wygrana   |
| 2001 | Polska Akademia Filmowa                                            | Orzeł za najlepszy scenariusz                                | Krzysztof Zanussi                  | Wygrana   |
| 2001 | Polska Akademia Filmowa                                            | Orzeł za najlepszą muzykę                                    | Wojciech Kilar                     | Wygrana   |
| 2001 | Polska Akademia Filmowa                                            | Orzeł dla najlepszego producenta                             | Krzysztof Zanussi Iwona Ziułkowska | Wygrana   |
| 2001 | Polska Akademia Filmowa                                            | Orzeł za najlepszą główną rolę męską                         | Zbigniew Zapasiewicz               | Wygrana   |
| 2001 | Polska Akademia Filmowa                                            | Orzeł za najlepsze zdjęcia                                   | Edward Kłosiński                   | Nominacja |
| 2001 | Polska Akademia Filmowa                                            | Orzeł za najlepszą scenografię                               | Halina Dobrowolska                 | Nominacja |
| 2001 | Polska Akademia Filmowa                                            | Orzeł za najlepsze kostiumy                                  | Anna Jagna Janicka                 | Nominacja |
| 2001 | Polska Akademia Filmowa                                            | Orzeł za najlepszą główną rolę kobiecą                       | Krystyna Janda                     | Nominacja |
| 2001 | Polska Akademia Filmowa                                            | Orzeł za najlepszą drugoplanową rolę kobiecą                 | Monika Krzywkowska                 | Nominacja |
| 2001 | Międzynarodowy Festiwal Filmowy w Santa Monica                     | Nagroda dla najlepszego aktora                               | Zbigniew Zapasiewicz               | Wygrana   |
| 2001 | Ogólnopolski Festiwal Sztuki Filmowej „Prowincjonalia”             | Jańcio Wodnik” dla najlepszego filmu                         | Krzysztof Zanussi                  | Wygrana   |
| 2001 | „Film”                                                             | Złota Kaczka dla najlepszego filmu polskiego 2000 roku       | Krzysztof Zanussi                  | Wygrana   |
| 2001 | Koło Piśmiennictwa Stowarzyszenia Filmowców Polskich               | Złota Taśma dla najlepszego filmu polskiego                  | Krzysztof Zanussi                  | Wygrana   |
| 2001 | Tarnowska Nagroda Filmowa                                          | Nagroda jury młodzieżowego                                   | Krzysztof Zanussi                  | Wygrana   |
| 2001 | Międzynarodowy Festiwal Filmowy „Złoty Rycerz” w Tambrowie (Rosja) | Nagroda Specjalna Jury                                       | Krzysztof Zanussi                  | Wygrana   |
| 2001 | Wine Country Film Festival w Kalifornii                            | Nagroda dla najlepszego reżysera w konkursie międzynarodowym | Krzysztof Zanussi                  | Wygrana   |